# 예천 금당실 송림
예천 금당실 송림(醴泉 金塘室 松林)은 대한민국 경상북도 예천군 금당실 마을에 있는 소나무 숲이다. 금당실 서북쪽에 있는 숲으로 오미봉 밑에서부터 용문초등학교 앞까지 약 800미터에 걸쳐 소나무 수백 그루가 울창하게 조성되어 있다. 대한민국의 천연기념물 제469호로 지정되어 있다.